# 口野武史
口野 武史（くちの たけし、1986年4月7日 - ）は、日本の陸上競技選手。専門は800メートル競走。大阪狭山市立南中学校、清風高等学校、日本体育大学を卒業し、現在は富士通陸上競技部に所属している。父親も日本体育大学で長距離をしていた。母親・姉も陸上選手だった。
2008年6月、第92回日本陸上競技選手権大会800mで同種目2連覇中の横田真人を抑えて優勝を果たした。2009年10月18日、日本体育大学最終フィールド競技会800mにおいて1分46秒71を記録。この記録は日本歴代4位。尚、この時一緒に走った横田真人は日本新記録を樹立した。この他2003年の世界ユース大会に出場し準決勝進出。また、全国高校駅伝には3年連続出場している。

## 主な戦績
| 年   | 大会                   | 距離  | 順位 | 記録      | 備考 |
| ---- | ---------------------- | ----- | ---- | --------- | ---- |
| 2000 | ジュニアオリンピックC  | 1500m | 優勝 | 4分07秒76 |      |
| 2001 | ジュニアオリンピックB  | 800m  | 6位  | 1分59秒15 |      |
| 2002 | 高知国体少年B          | 800m  | 5位  | 1分55秒40 |      |
| 2003 | 静岡国体少年共通       | 800m  | 7位  | 1分53秒61 |      |
| 2004 | 松江インターハイ       | 800m  | 4位  | 1分53秒60 |      |
| 2004 | 埼玉国体少年共通       | 800m  | 5位  | 1分53秒54 |      |
| 2006 | 日本インカレ           | 800m  | 2位  | 1分50秒81 |      |
| 2007 | 第91回日本選手権       | 800m  | 3位  | 1分50秒28 |      |
| 2007 | 日本インカレ           | 800m  | 優勝 | 1分49秒55 |      |
| 2008 | 第92回日本選手権       | 800m  | 優勝 | 1分48秒83 |      |
| 2008 | 日本インカレ           | 800m  | 優勝 | 1分53秒31 |      |
| 2009 | 第93回日本選手権       | 800m  | 3位  | 1分49秒94 |      |
| 2009 | 全日本実業団対抗選手権 | 800m  | 優勝 | 1分49秒97 |      |
| 2009 | 新潟国体成年           | 800m  | 優勝 | 1分48秒53 |      |
| 2009 | アジア選手権           | 800m  | 7位  | 1分52秒81 |      |

## 自己記録
- 800m　 1分46秒71　2009年（日本歴代4位）
- 1500m　3分46秒25　2007年